# 고샤역
고샤역(일본어: 五社駅, ごしゃえき)은 일본 효고현 고베시 기타구에 있는 고베 전철 산다 선의 역이다. 역 번호는 KB21이다. 해발 259m이다.
복선의 시종단과 역을 제외한 단선 구간의 역으로 고베 전철선에서 통과 열차의 설정이 있는 유일한 역이다.
본 역 이북에서, 오사카 쪽으로 향하는 통근 및 통학객이 조금씩 많아지기도 한다.

## 역사
- 1928년 12월 18일: 고베 아리마 전기철도의 산다 선 개통과 동시에 영업 개시.
- 1947년 1월 9일: 고베 아리마 전기철도와 미키 전기철도가 회사 합병하여 신아리미키 전기철도의 역이 됨.

## 역 구조
단선 승강장 1면 1선의 지평역이다.

## 역 주변
역은 아리 강을 따라간 곳에 있고, 주위는 자연에 둘러싸여 있다. 남동쪽으로 나가면 아리다이가 있고, 북서쪽으로 가면 후지와라다이가 있다. 모두 규모가 큰 주택지이다. 역전은 한신 고속의 고가교가 덮고 있다. 아리만 가도변에는 편의점과 음식점도 있다.
- 효고 지방 도로 15호 고베산다 선
- 고베 아리히라이 우체국
- 니시야마 슈퍼
- 한신 고속 7호 기타코베 선 고샤 출입구

## 인접역
| 고베 전철 산다 선               | 고베 전철 산다 선    | 고베 전철 산다 선     |
| ------------------------------- | -------------------- | --------------------- |
| KB15 아리마구치 아리마구치 방면 | ■ 급행 ■ 준급 ■ 보통 | 오카바 KB22 산다 방면 |